# Echeveria bella
Echeveria bella är en fetbladsväxtart som beskrevs av Alexander. Echeveria bella ingår i släktet Echeveria och familjen fetbladsväxter. Utöver nominatformen finns också underarten E. b. major.